# MediaTek
MediaTek Inc. (kinesisk: 聯發科技股份有限公司; pinyin: Liánfā Kējì Gǔfèn Yǒuxiàn Gōngsī) er en taiwansk halvledervirksomhed, der producerer chips til trådløs kommunikation, fladskærme, smartphones, tabletcomputer, navigationssystemer, multimedieprodukter, osv.
De har hovedkvarter i Hsinchu, Taiwan og 25 kontorer på verdensplan. De foretager udvikling og salg af produkter, mens fabrikationen outsources. Mediatek blev etableret i 1997.